# Van Andel Arena
Die Van Andel Arena ist eine Mehrzweckhalle in der US-amerikanischen Stadt Grand Rapids im Bundesstaat Michigan. Die Halle wurde nach dem Unternehmerehepaar Jay Van Andel und seine Frau Betty benannt. Sie spendeten 11,5 Mio. US-Dollar zum Bau des Gebäudes. Der Hauptnutzer der Van Andel Arena ist das Eishockeyteam der Grand Rapids Griffins aus der American Hockey League (AHL), das seit der Eröffnung in der Halle spielt.

## Geschichte
Gut eineinhalb Jahre nach dem Baubeginn am 8. Februar 1995 wurde die Van Andel Arena wurde am 6. Oktober 1996 eröffnet. Die 76 Mio. US-Dollar teure Arena bietet 11.000 Zuschauerplätze bei Eishockeyspielen, 10.618 Plätze beim Arena Football, 11.500 Plätze beim Basketball sowie bis zu 13.184 Plätzen bei Konzerten. Weitere sportliche Nutzer waren die Arena-Football-Mannschaft der Grand Rapids Rampage aus der Arena Football League (AFL) von 1998 bis zu ihrer Auflösung 2008 in der Halle beheimatet. Zudem trug hier die Basketballmannschaft der Grand Rapids Hoops aus der Continental Basketball Association (CBA) von 1996 bis 2001 ihre Heimspiele aus.
Neben dem Sport wird die Halle auch oft als Konzertarena genutzt. So finden häufig Auftritte von Country-Musikern wie Kenny Chesney, Kacey Musgraves, Garth Brooks mit Trisha Yearwood, Brad Paisley, Tim McGraw mit Faith Hill statt. Aber auch Künstler und Bands anderer Musikrichtungen wie das Trans-Siberian Orchestra, Prince, The Beach Boys, Josh Groban, Kid Rock, Aerosmith, ZZ Top, The Pretenders, KISS, Snoop Dogg oder Marilyn Manson waren in der Van Andel Arena zu Gast. Am 15. Mai 2008 hielt der spätere 44. Präsident der Vereinigten Staaten, Barack Obama, eine Wahlkampfveranstaltung im Rahmen der demokratischen Vorwahlen um die  Präsidentschaftskandidatur in der vollbesetzten Mehrzweckarena ab.
Ab der Saison 2022/23 wird das Basketballteam der Grand Rapids Gold aus der NBA G-League  Partien im Van Andel Arena austragen.